# Станиславови
Достойно място сред чипровските дейци на българското освободително движение през XVII—XVIII в. заемат родът Станиславови (или Станиславичи). Филип Станиславов е роден в Ореш, но в юношеска възраст учи в Семинариума на Чипровци.. След 1662 г., когато по нареждане на папата Филип Станиславов е отстранен от длъжността никополски епископ, той прекарал дълго време в Чипровци, където работил с Петър Богдан. 
Използвайки авторитета на Филип Станиславов, от Ореш в Чипровец се преселват поне още едно или повече семейства от рода му. От тях израства чипровският родов клон Станиславови, чиито членове с доброто си материално състояние и образованост са приети и се сродяват с най-видните чипровчани: Черкичи-Парчевичи, Кнежевичи, Пеячевичи, Бранковичи. Негов родственик, францискански монах със същото име отец Филип Станиславов, след въстанието 1688 г. доживява дните си на българска земя до старини в риск и изпитания, докато след повече от 50 години служба на църквата, през 1713 г. става жертва на поредната чумна епидемия.
По време на Чипровското въстание като предводители на въстанически чети се проявили и племенниците на Филип Станиславов — братята Иван и Михаил Станиславови. Те участвали в битките при Кутловица, за Чипровци и другаде.  Иван Станиславов е сред героите, платили с живота си в битката за свобода, а от семействата им са отвлечени и заробени 5 жени и 8 деца, от които успяват да откупят само трима. Един насила потурчен младеж успява да избяга през 1711 г. и след 23 г. намира чипровски изгнаници в Седмиградско, в Алба Юлия, където отново се върнал към католицизма. Следите на останалите се губят завинаги.
След разгрома на въстанието Станиславовият род се разпръснал във Влашко и Седмиградско. Михаил Станиславов се сдобива с трима сина: Михаил, Георги и бъдещия епископ Никола. Майката е Елена де Вуко ет Бранко от аристократичен род.
В Хабсбургската империя висшето духовенство e част от аристокрацията и е въпрос на време Чанадският епископ Никола Станиславич да получи кралския документ за това. На 29 декември 1745 г. е издаден грамота, с която епископ Никола Станиславич е въздигнат в благороднически ранг и заедно със своите братя и сестра, е зачислен към унгарските благородници на Империята. В началото на 1746 г. дворцовата канцелария публикува документа. Тази публикация е повторена през 1749 г. в комитата (окръга) Чанад. По-късно родствениците на епископ Станиславич от следващите поколения, Иван и Георги Станиславич публикуват документа за благородническия си ранг през 1771 г. в комитата Арад.
Братята на епископа Михаил и Георги са важни доставчици на волове за прехрана на императорската войска, сестра му Мария е голяма благодетелка на Винга, кръстница е на всяко трето дете в града, и дори век и половина по-късно портретът ѝ е на почетно място във Винганския общински съвет. Следващото поколение на рода, племенниците му, също са уважавани граждани на Винга, заемат важни постове в имперската администрация, а един от тях достига до главен митничар.

## Герб
Щитът на герба на фамилия Станиславичи е класически, скосен ляводиагонално със сребърна лента. Дясното поле на щита е синьо, лявото поле – червено. В дясното поле е изобразена златна шестолъчна звезда (звездата на Давид), в лявото поле – златен галопиращ конник с рицарски доспехи, със стоманен шлем, държащ в протегнатата си лява ръка развяващо се назад златно знаме, а с дясната ръка държащ юздите. На диагоналната разделяща лента едро са изписани главните латински начални букви на думите от девиза на фамилията с точка след всяка от тях: Р. R. E. F.; златна, отворена отгоре, благородническа (баронска) корона е поставена върху шлема; сребърен рицарски шлем обърнат надясно и със спуснат златен наличник е поставен върху главата на щита; нашлемникът представлява облечена в сребриста броня дясна ръка, свита в лакътя и държаща в юмрука си сребърна крива сабя със златен ефес; щраусови пера, отляво сребърни и червени, отдясно златни и сини, са захванати с короната към шлема; девизът означен с надписа Р. R. E. F. е съкращение на латинския израз Pro Rege Et Fide, което на български език се превежда: „За Краля и Вярата!”.

## Представители
- Филип Станиславов – български католически епископ, книжовник и културен деец.
- Иван Станиславов и Михаил Станиславов – предводители на въстанически чети по време на Чипровското въстание, Михаил е баща на епископ Никола Станиславич
- Никола Станиславич - Никополски и Чанадски епископ през XVIII в.